# Yi Han-cheol

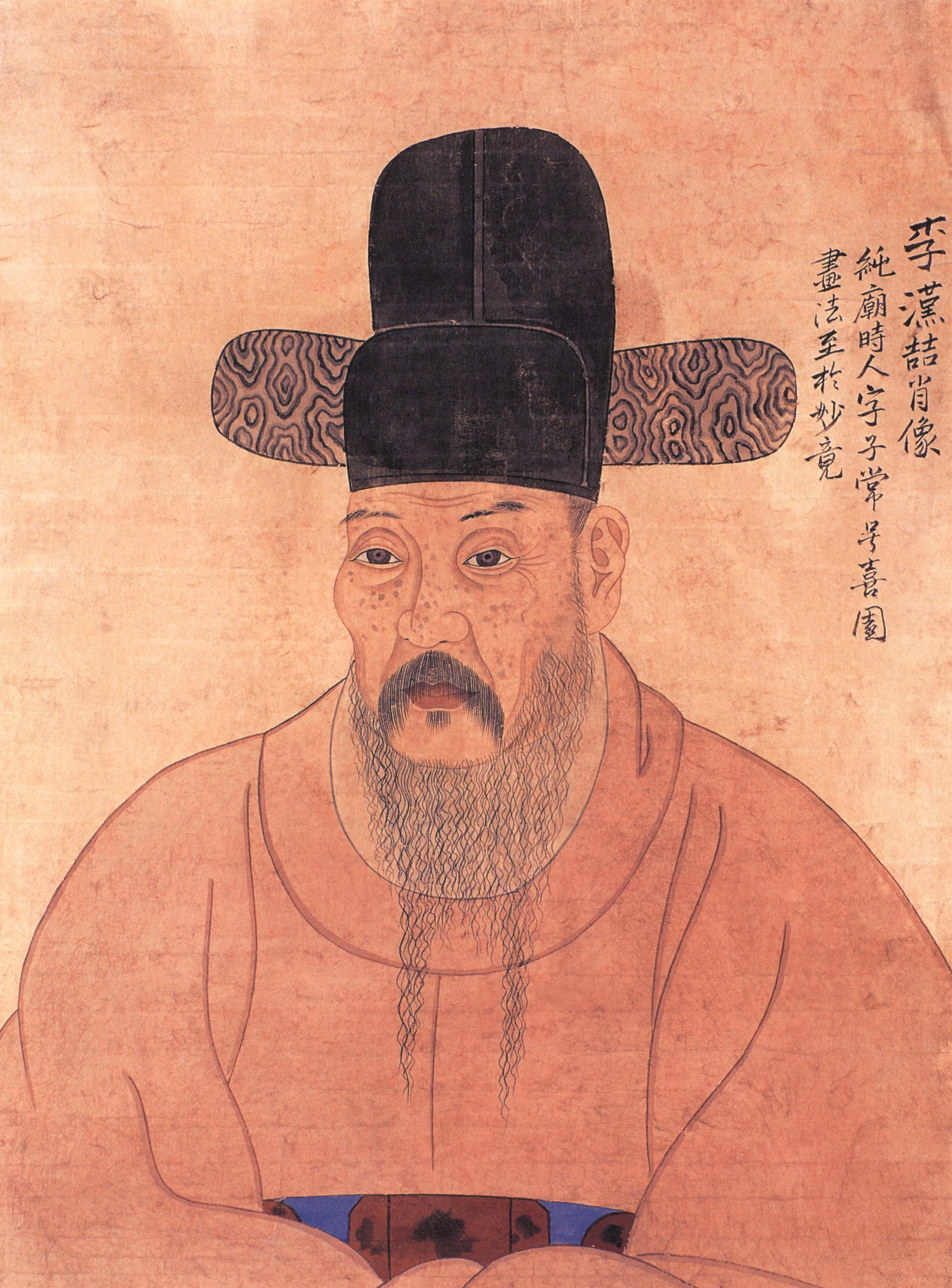
Yi Han-cheol
Hangul - 이한철

Yi Han-cheol (1808-?) fue un pintor de Dinastía Joseon de Corea. 
Vivió en el último período de la dinastía y realizó retratos de tres reyes coreanos

## Galería de imágenes

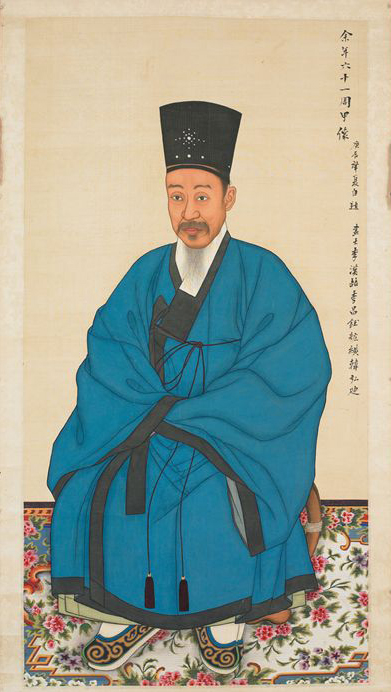
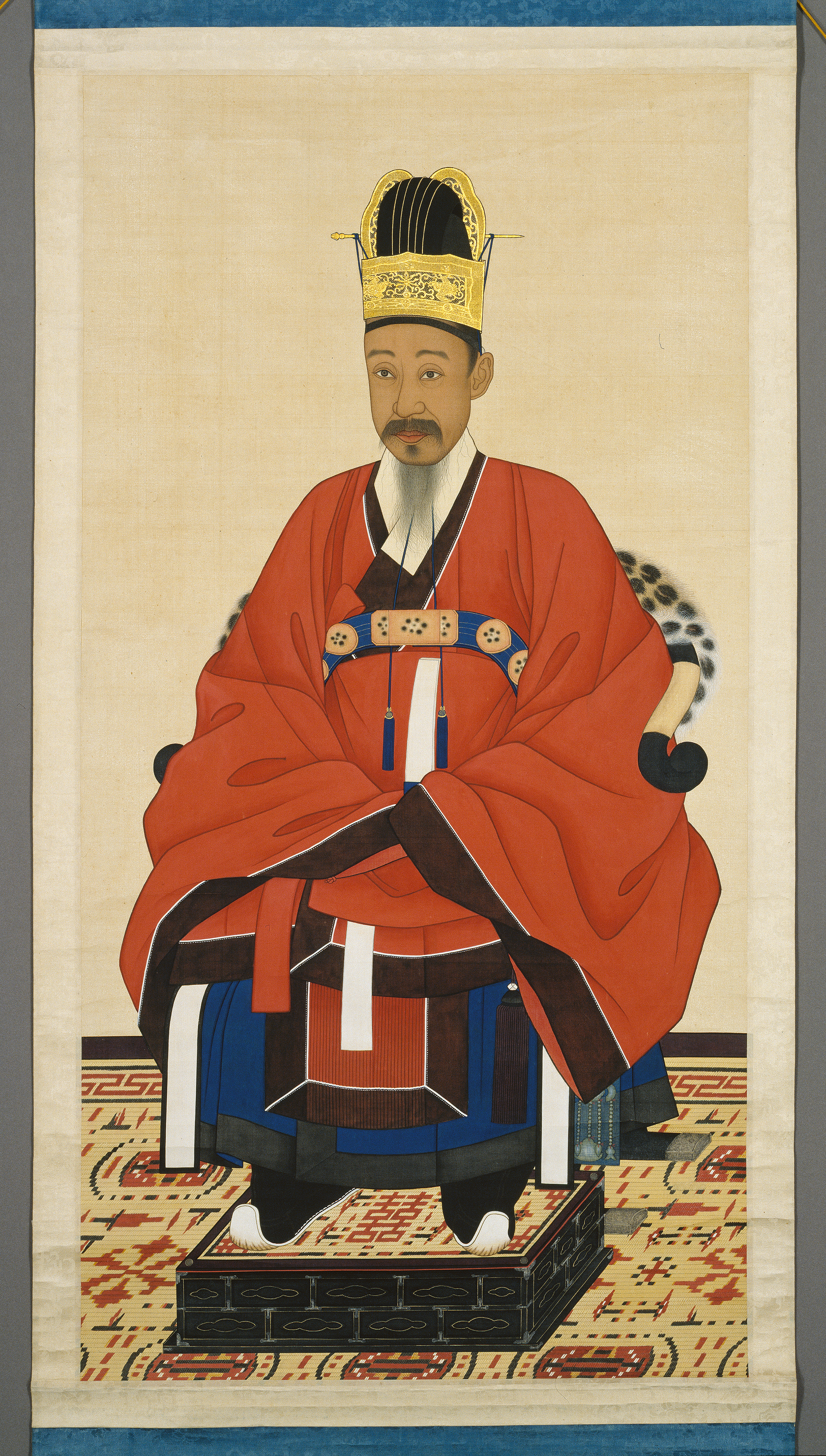
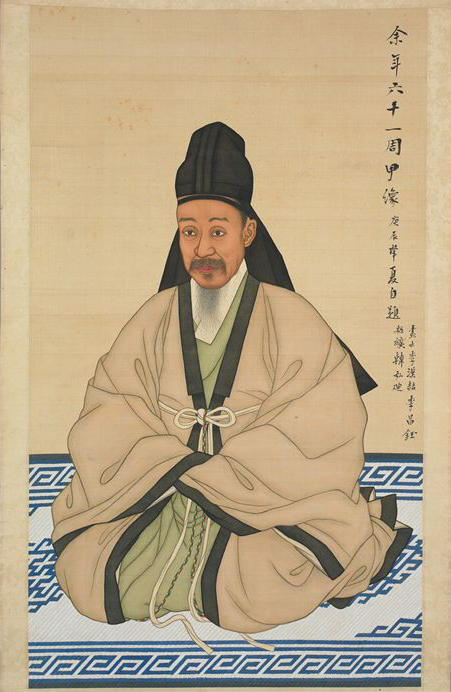
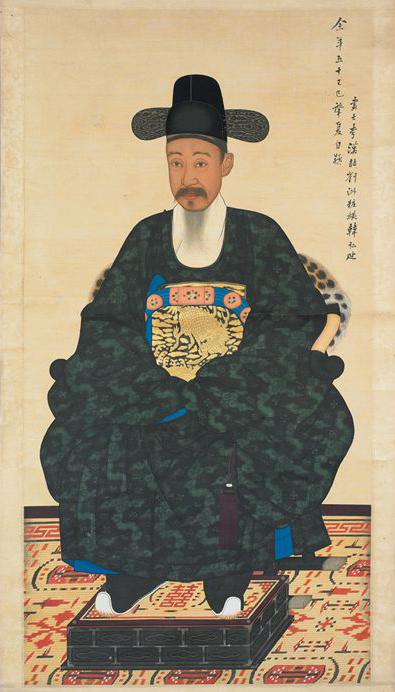

- Wikimedia Commons alberga una categoría multimedia sobre Yi Han-cheol.